# U (storia a fumetti)
U è una storia a fumetti di Guido Crepax, con un prologo (aggiunto in occasione della pubblicazione su libro) in cui compare anche Valentina.

## Trama
Il racconto si apre con Valentina che immagina come sarà da vecchia, vedendosi come una scimmia o una Yahoo.
La scena si sposta su un uomo che vive in un mondo dove gli esseri umani hanno l'aspetto e le caratteristiche di animali. Sua moglie, Mariateresa, è una giumenta, il suo capo un rinoceronte, e i colleghi sono un cane, una giaguara e altri animali. L'uomo affronta la routine lavorativa, scontrandosi con una società animalesca che rispecchia vizi e virtù umane, dalle manifestazioni represse dai poliziotti/coccodrilli alle feste mondane. Dopo una discussione con la moglie e un incontro con figure influenti, l'uomo assiste e interviene in un'aggressione di fascisti/babbuini, finendo malmenato. Si scontra con l'indifferenza delle autorità e viene arrestato e poi scagionato da magistrati/oranghi. La mattina seguente, l'uomo si sveglia con una sorprendente trasformazione: ha l'aspetto di un leone.

## Pubblicazioni
- charlie giugno 1972
- linus aprile/giugno 1975 [1][2][3]
- Milano Libri (Il ritratto di Valentina) marzo 1979
- RCS (Volume 7) 2007
- Mondadori (Volume 27) 2015